# Бровело-Карпунино
Бровѐло-Карпунѝно (на италиански: Brovello-Carpugnino, на местен диалект: Bruvel e Campugni, Брювел е Кампюни, на пиемонтски: Brovel e Carpignin, Бровел е Карпинин) е община в Северна Италия, провинция Вербано-Кузио-Осола, регион Пиемонт. Разположена е на 445 m надморска височина. Населението на общината е 689 души (към 2010 г.).
Административен център на общината е село Бровело (Brovello).